# Anaphe venata
Anaphe venata is een vlinder uit de familie tandvlinders (Notodontidae), onderfamilie processievlinders (Thaumetopoeinae). De wetenschappelijke naam van deze soort is voor het eerst geldig gepubliceerd in 1878 door Arthur Gardiner Butler.
De soort komt voor in tropisch Afrika.
In de oerwouden van Ghana veroorzaakt dit insect belangrijke ontbladering bij de Abachi, een waardevolle bron van timmerhout. Het is ook opgemerkt in Nigeria en Kameroen. In Nigeria worden de larven door een aantal plaatselijke stammen in droog zand geroosterd als voedsel.
In de maand mei legt het wijfje haar eitjes op de toppen van takken van het onderste bladerdek van de Abachi. De rupsen komen na ongeveer 3 weken uit en voeden zich met de bladeren, waarbij ze niet zelden de hele boom kaalvreten. In augustus zijn de bruine, harige rupsen volwassen en komen ze naar beneden in spectaculaire processies. Aanvankelijk vormen ze groepscocons; na 2 à 3 maanden verpoppen ze in afzonderlijke cocons binnenin de groepscocon. De vlinders ontpoppen in april en beginnen zich bijna onmiddellijk weer voort te planten.